# Хуан Карлос Буццетті
Хуан Карлос Буццетті (ісп. Juan Carlos Buzzetti, нар. 26 лютого 1945) — уругвайський футбольний тренер. Найбільш відомий за роботою із футбольними збірними Океанії.

## Тренерська кар'єра
Хуан Карлос Буццетті розпочав тренерську кар'єру в Австралії, де з 1981 до 1999 року працював асистентом головного тренера молодіжної та юнацької збірних країни. У 2000 році уругвайський тренер отримав запрошення очолити національну збірну Вануату, яку в цьому році привів до четвертого місця на Кубку націй ОФК, та повторив це досягнення в 2002 році, проте в 2004 році виступ команди був не таким успішним, і тренер покинув свій пост.
У 2006 році Буццетті очолив національної збірної Фіджі. З новою командою тренер зайняв третє місце на Кубку націй ОФК 2008 року, працював із фіджійською збірною до 2009 року. У 2011 році тренер удруге очолив фіджійську збірну, а в 2014 році одночасно очолив молодіжної збірної Фіджі, з якою здобув путівку на літні Олімпійські ігри 2016 року, проте в 2015 році керівництво федерації вирішило замінити Буццетті на обох посадах на Френка Фаріну.
У 2022 році Хуан Карлос Буццетті вдруге в кар'єрі очолював збірну Вануату.